# G. Kuchenbecker
Die G. Kuchenbecker war ein Seenotrettungskreuzer der Deutschen Gesellschaft zur Rettung Schiffbrüchiger (DGzRS) der 19-m-Klasse, der 1969 von der Werft Abeking & Rasmussen in Lemwerder unter Werft-Nr. 6314 erbaut wurde. Die DGzRS-interne Bezeichnung lautete KRS 05.
Das Tochterboot Marcus hatte die interne Bezeichnung KRT 05.

## Namensgebung
Der Kreuzer wurde nach Günter Kuchenbecker, einem Besatzungsmitglied des Seenotkreuzers Adolph Bermpohl benannt, der bei einem schweren Unglück im Februar 1967 ums Leben gekommen war.
Das Tochterboot wurde auf den Vornamen eines verdienten Vormanns der DGzRS-Station Maasholm getauft.

## Stationierungen
Von September 1969 bis Mai 1990 war die G. Kuchenbecker in Maasholm stationiert, es erfolgte die Verlegung nach Sassnitz, wo das Schiff bis August 1992 im Dienst war. Danach war es bis zur Außerdienststellung im April 1997 auf der DGzRS-Station Darßer Ort beheimatet.

## Verbleib

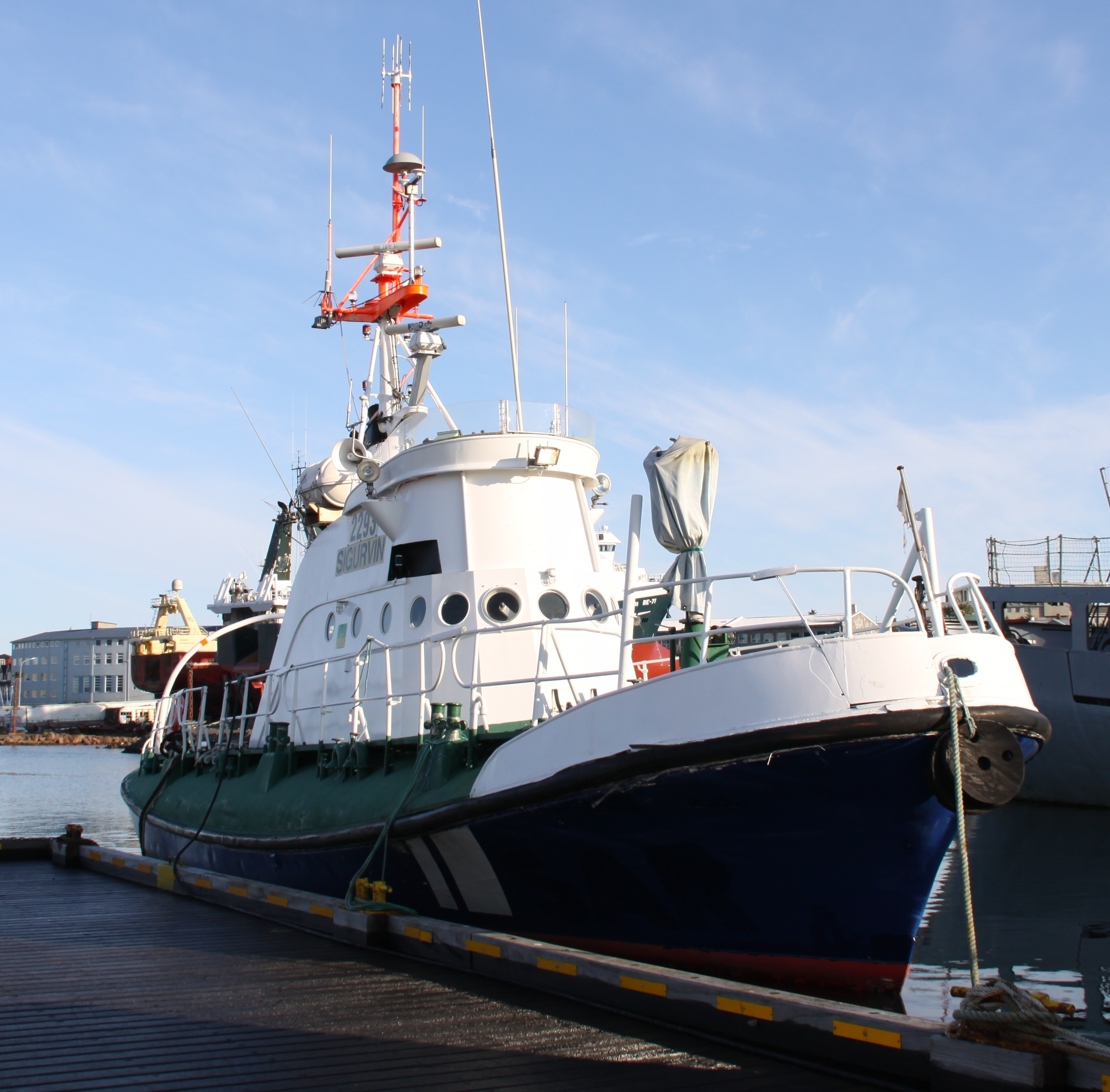
Seenotkreuzer Sigurvin im Hafen von Reykjavík (Juni 2009)

Im Mai 1997 wurde die G. Kuchenbecker an den isländischen Seenotrettungsdienst verkauft und dort unter dem Namen Sigurvin in Betrieb genommen. 2006 erfolgte auch hier die Außerdienststellung und ging in Privatbesitz. Im Juni 2009 lag das Schiff am Steg neben der Rettungsstation im Hafen von Reykjavík, an dem auch Schiffe des Schifffahrtsmuseums liegen.
Im November 2012 wurde das Schiff von Copenhagen Suborbitals erworben, um als „Mission-Kontroll- und Seestart-Unterstützungsschiff“ bei seinen Raketenstarts zu dienen. Das Schiff erhielt den Namen Vostok, die Bezeichnung der Rakete, welche den ersten Menschen in den Weltraum transportierte.
Ende 2017 wurde die Vostok an einen Schiffssammler in Jütland verkauft.
Das ehemalige Tochterboot Marcus ist unter dem Namen Gust inzwischen nach Deutschland zurückgekehrt und befindet sich in Privatbesitz.
Die G. Kuchenbecker liegt seit dem 12. Juli 2019 im Museumshafen Büsum.

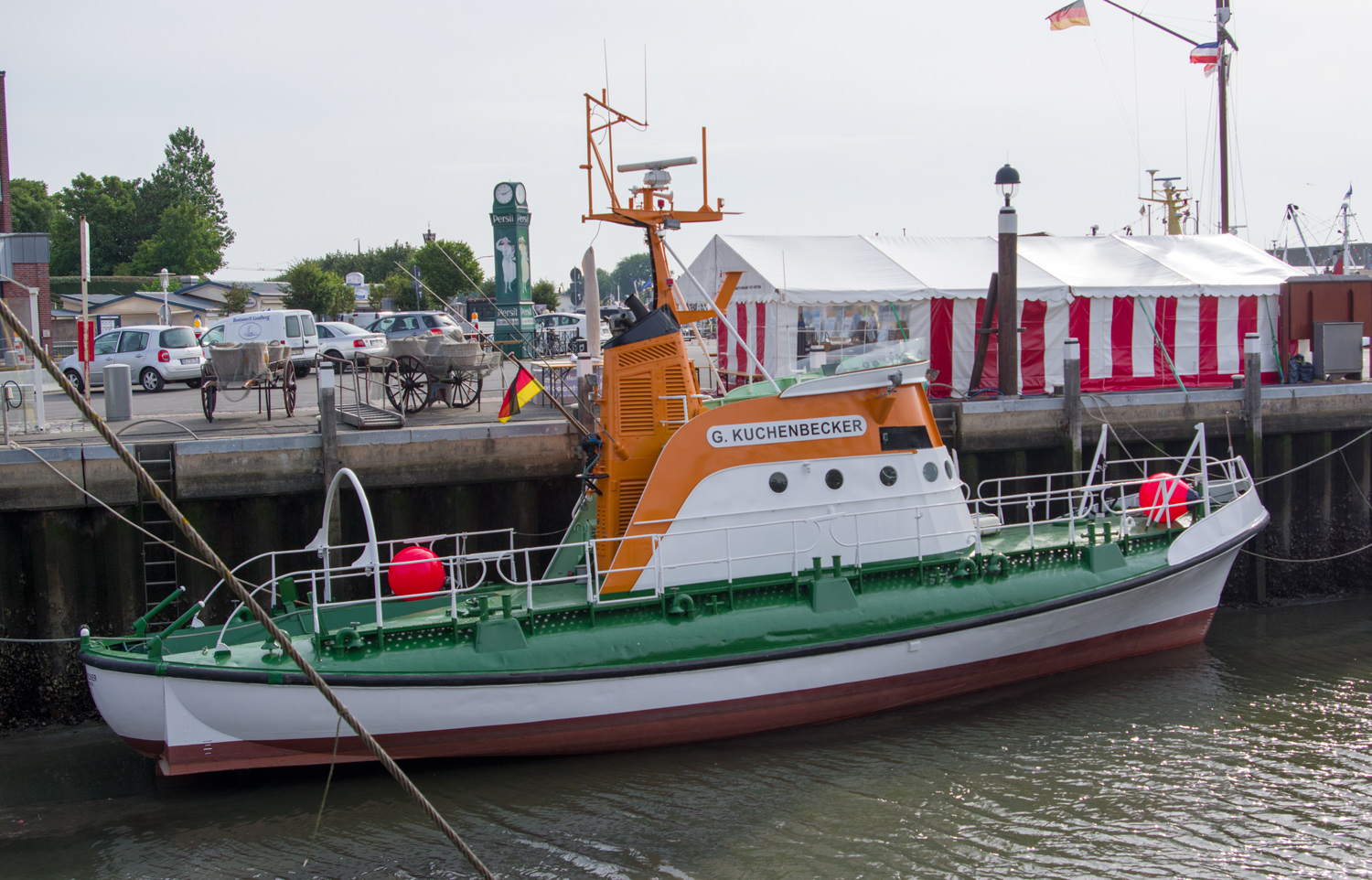
Ehemaliger Seenotrettungskreuzer G. Kuchenbecker im Museumshafen von Büsum (Juli 2019)

## Schwesterschiffe
- Otto Schülke
- H.-J. Kratschke
- Hans Lüken